# Carsten Koch
Pour les articles homonymes, voir Koch.
Carsten Koch, né le 27 avril 1945, est un homme politique danois membre des Sociaux-démocrates, ancien ministre et ancien député au Parlement (le Folketing). 